# Belle Vernon (Pennsylvanie)
Belle Vernon est un borough situé au nord du comté de Fayette, en Pennsylvanie, aux États-Unis,. En 2010, il comptait une population de 1 093 habitants.  Il est incorporé le 15 avril 1863.

## Démographie
Lors du recensement de 2010, le borough comptait une population de 1 093 habitants. Elle est estimée, en 2019, à 895 habitants.

### Source de la traduction
- (en) Cet article est partiellement ou en totalité issu de l’article de Wikipédia en anglais intitulé « Belle Vernon, Pennsylvania » (voir la liste des auteurs).